# Skansen bojowy 1 Armii Wojska Polskiego w Mniszewie

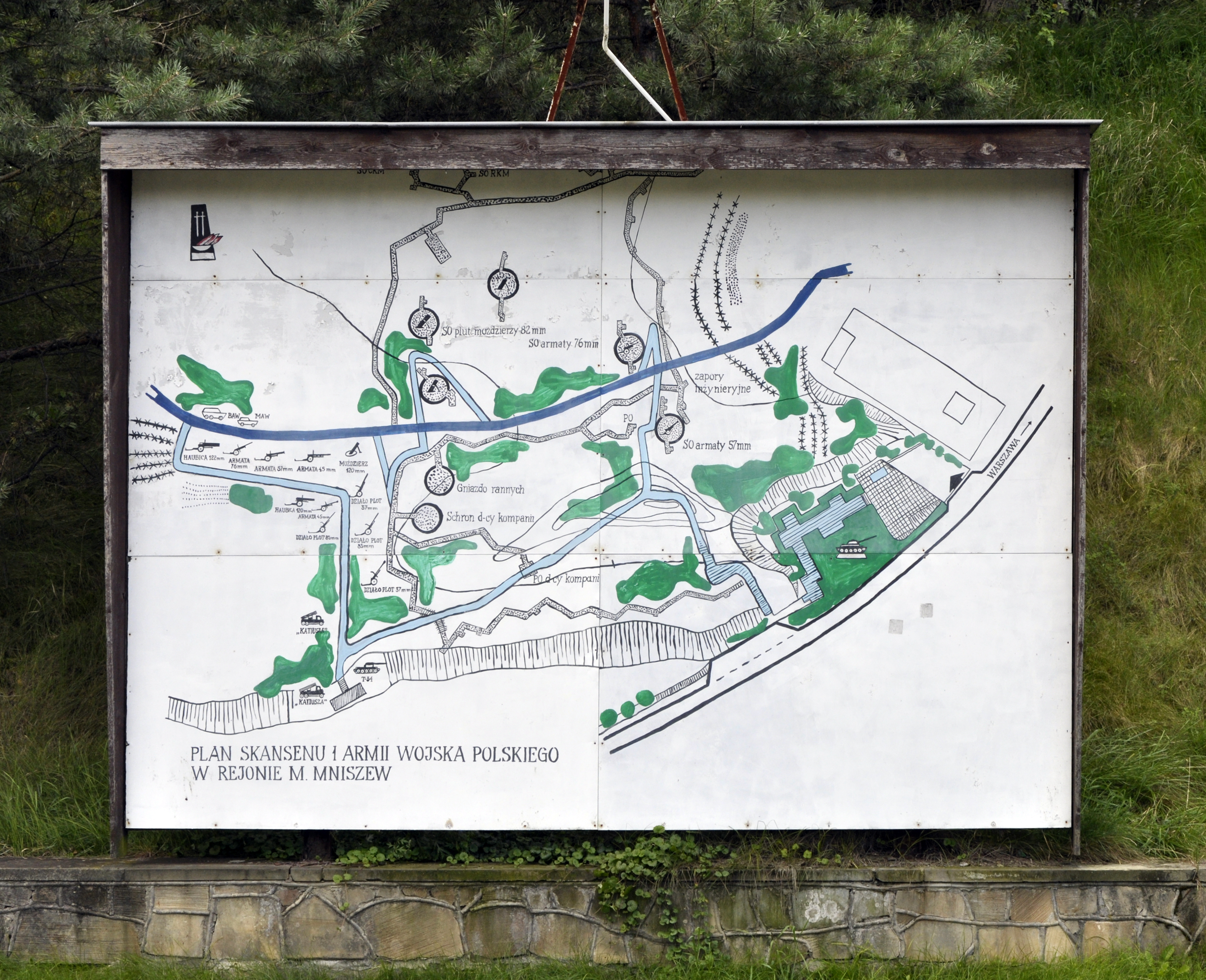
Plan skansenu

Skansen bojowy 1 Armii Wojska Polskiego w Mniszewie znajduje się we wsi Mniszew, w województwie mazowieckim, w powiecie kozienickim, w gminie Magnuszew.
Skansen projektu Witolda Wiśniewskiego i Krzysztofa Brzezińskiego według scenariusza Włodzimierza Wołoszyna powstał z inicjatywy Rady Ochrony Pomników Walki i Męczeństwa oraz Głównego Zarządu Politycznego Wojska Polskiego, a całość prac wykonali żołnierze jednostek Warszawskiego Okręgu Wojskowego.
Otwarty został w końcu 1977 roku z udziałem gen. Zygmunta Berlinga. Składa się z 3 części:
- pomnik bohaterów walk przy szosie,
- kompanijny punkt oporu,
- ekspozycja sprzętu bojowego i inżynieryjno-saperskiego na stanowiskach bojowych.

Skansen upamiętnia walki związków taktycznych 1 Armii Wojska Polskiego na przyczółku warecko-magnuszewskim. Usytuowany jest w miejscu walk 3 Pomorskiej Dywizji Piechoty im. Romualda Traugutta i 1 Warszawskiej Samodzielnej Brygady Kawalerii. W dniach 9-12 października 1944 roku znajdowały się tu pozycje oddziałów obydwu dywizji.

## Co można zobaczyć
- dwa T-34-85, przy czym do jednego z nich można wejść przez otwarty właz kierowcy; wnętrze jest opróżnione z części ruchomych (nie ma np. siedzeń) i nieco zaśmiecone,
- kilkanaście armat, haubic i armat przeciwlotniczych
- dwie Katiusze (przerdzewiałe)
- powojenną amfibię BAW (uwaga, w środku brak podłogi)
- liczne transzeje i ziemianki, dość płytkie z powodu naniesionego przez deszcze piasku, ale niezbyt zaśmiecone, można bezpiecznie wchodzić
- zagrody z drutu kolczastego, betonowe zapory przeciwczołgowe